# عدد التكاثر الأساسي
| المرض                                         | الانتقال             | R0      |
| --------------------------------------------- | -------------------- | ------- |
| حصبة                                          | عبر الهواء           | 12–18   |
| خناق                                          | اللعاب               | 6–7     |
| جدري                                          | بالرذاذ عبر الهواء   | 5–7     |
| شلل الأطفال                                   | عن طريق الفم والبراز | 5–7     |
| حصبة ألمانية                                  | بالرذاذ عبر الهواء   | 5–7     |
| نكاف                                          | بالرذاذ عبر الهواء   | 4–7     |
| فيروس العوز المناعي البشري/إيدز               | الاتصال الجنسي       | 2–5     |
| سعال ديكي                                     | بالرذاذ عبر الهواء   | 5.5     |
| التهاب رئوي لانمطي حاد                        | بالرذاذ عبر الهواء   | 2–5     |
| إنفلونزا (جائحة إنفلونزا 1918)                | بالرذاذ عبر الهواء   | 2–3     |
| مرض فيروس إيبولا (وباء إيبولا في غرب أفريقيا) | سوائل الجسم          | 1.5-2.5 |

في علم الأوبئة، يُعرف رقم التكاثر الأساسي، أو الرقم التكاثري الأساسي (يُدعى أحيانًا نسبة التكاثر الأساسية أو معدل التكاثر الأساسي)، والمشار إليه بـ R0 (يُلفظ آر نوت أو آر زيرو)، في العدوى على أنه العدد المتوقع للحالات الناتجة بطريقة مباشرة عن إصابة واحدة في مجموعة سكانية يكون فيها جميع الأفراد عرضة للإصابة. يفترض التعريف عدم إصابة أي أفراد آخرين أو تمنيعهم (بطريقة طبيعية أو من خلال التلقيح). تضيف بعض التعريفات، مثل تعريف وزارة الصحة الأسترالية، عدم وجود «أي تدخل متعمد في نقل المرض». ليس بالضرورة أن يكون عدد التكاثر الأساسي هو نفسه عدد التكاثر الفعال R (يُكتب عادةً Rt، وتشير t إلى الزمن، أو تُكتب أحيانًا Re)، وهو عدد الحالات المتولدة في الحالة الراهنة للسكان، والتي لا يجب أن تكون الحالة غير المصابة بالضرورة. يعد عدد التكاثر الأساسي رقمًا بلا أبعاد (عدد المصابين بالعدوى إلى عدد الأشخاص المعديين) وليس معدلًا زمنيًا، والذي كان سيمتلك وحدات زمنية-1، أو وحدات زمن مثل زمن التضاعف.
لا يعتبر عدد التكاثر الأساسي ({\displaystyle R_{0}}) ثابتًا بيولوجيًا للعامل الممرض لأنه يتأثر أيضًا بعوامل أخرى مثل الظروف البيئية وسلوك السكان المصابين. تُقدر قيم عدد التكاثر الأساسي ({\displaystyle R_{0}})عادةً من النماذج الرياضية، وتعتمد القيم المقدرة على النموذج المُستخدَم وقيم المعلمات الأخرى. بالتالي، تكون القيم الواردة في المؤلفات منطقية فقط في سياق معين ويوصى بعدم استخدام قيم مهملة أو مقارنة القيم بناءً على نماذج مختلفة. لا يعطي عدد التكاثر الأساسي ({\displaystyle R_{0}}) في حد ذاته تقديرًا لمدى سرعة انتشار العدوى في المجتمع.
تتمثل أهم استخدامات R0 في تحديد قابلية انتشار مرض معدي ناشئ بين السكان وتحديد نسبة السكان التي يجب تمنيعها بواسطة اللقاح للقضاء على المرض. في نماذج العدوى شائعة الاستخدام، حين تكون R0 أكبر من الواحد تكون العدوى قادرة على البدء بالانتشار بين السكان، أما إذا كانت أقل من الواحد تفقد هذه القدرة. عمومًا، كلما زادت قيمة R0، كانت السيطرة على الوباء أصعب. بالنسبة للنماذج البسيطة، يجب أن تكون نسبة السكان الذين يحتاجون إلى التمنيع بصورة فعالة (بمعنى أن يصبحوا غير مؤهبين للعدوى) لمنع الانتشار المستمر للعدوى أكبر من 1-1/R0. على العكس من ذلك، تُقدر نسبة السكان التي تبقى عرضة للإصابة في حالة التوازن المستوطن بـ 1/R0.
يتأثر عدد التكاثر الأساسي بعدة عوامل، وهي مدة العدوى لدى الأشخاص المصابين وعدوى الكائنات الحية الدقيقة وعدد الأشخاص المعرضين للإصابة بين السكان الذين خالطوا المصابين.

## لمحة تاريخية
تعود جذور مفهوم التكاثر الأساسي إلى أعمال رونالد روس وألفريد لوتكا وآخرين، لكن ظهر أول تطبيق حديث له في علم الأوبئة على يد جورج ماكدونالد في عام 1952، والذي وضع نماذج سكانية لانتشار الملاريا. أطلق على الكمية في عمله اسم معدل التكاثر الأساسي وأشار إليه بـ Z0. تعني كلمة «معدل» في هذا السياق لكل شخص، ما يجعل Z0 بلا أبعاد كما هو مطلوب. يُفضل حاليًا استخدام «نسبة» أو «عدد»، نظرًا لأن الأمر قد يكون مضللًا لأي شخص يفهم كلمة «المعدل» بمعنى لكل وحدة زمنية.

## التعريف في حالات محددة

### معدل التماس وفترة العدوى
لنفترض أن الأفراد المصابين بالعدوى يشكلون في المتوسط بيتا β من الاتصال المسبب للعدوى لكل وحدة زمنية، مع متوسط فترة معدية يقدر بـ تاو τ. يكون عدد التكاثر يكالأساسي بالتالي هو:
{\displaystyle R_{0}=\beta \,\tau }
تقترح هذه الصيغة البسيطة طرقًا مختلفة لتقليل R0 وبالتالي تقليل انتشار العدوى في النهاية. من الممكن تقليل الاتصال المسبب للعدوى لكل وحدة زمنية أي β عن طريق تقليل الاتصال لكل وحدة زمنية (على سبيل المثال، البقاء في المنزل إذا تطلبت العدوى التماس مع الآخرين لتنتشر) أو نسبة الاتصالات التي تسبب العدوى (على سبيل المثال، ارتداء نوع من المعدات الواقية). بناءً على ذلك، يمكن أن تُكتب أيضًا بالشكل التالي: 
{\displaystyle R_{0}={\overline {c}}\,T\,\tau ,}
وتمثل  معدل الاتصال بين الأفراد المعرضين للإصابة والمصابين، أما T فهي قابلية الانتقال، أي احتمال الإصابة عند الاتصال. من الممكن أيضًا تقليل الفترة المعدية تاو τ عبر البحث عن الأفراد المصابين بالعدوى ثم عزلهم أو علاجهم أو القضاء عليهم (كما هو الحال عند الحيوانات أغلب الأحيان) في أسرع وقت ممكن.

### مع فترات كامنة متفاوتة
تُعرف الفترة الكامنة على أنها الفترة الانتقالية بين حدوث العدوى وتظاهر المرض. في حالات الأمراض ذات الفترات الكامنة المتفاوتة، يمكن حساب عدد التكاثر الأساسي بجمع أعداد التكاثر لكل فترة انتقالية للمرض. يعد مرض السل (تي بي) مثالًا على ذلك، حسب بلور والمؤلفون المشاركون من نموذج بسيط للسل عدد التكاثر التالي:
{\displaystyle R_{0}=R_{0}^{\text{FAST}}+R_{0}^{\text{SLOW}}}
في نموذجهم، يُفترض أن الأفراد المصابين يمكن أن يطوروا مرض السل النشط إما عن طريق الترقي المباشر (يتطور المرض فورًا بعد الإصابة) الذي أُشير إليه أعلاه على أنه السل السريع أو إعادة التنشيط الداخلي (يتطور المرض بعد سنوات من الإصابة) والذي اشير إليه أعلاه على أنه مرض السل البطيء.

### المجموعات غير المتجانسة
في المجموعات غير المتجانسة، يكون تعريف R0 أكثر دقة. يجب أن يراعي التعريف حقيقة أن الفرد المصاب النموذجي قد لا يكون فردًا وسطيًا. لنأخذ مثالًا متطرفًا، ضع في اعتبارك مجموعة سكانية يختلط فيها جزء صغير من الأفراد تمامًا مع بعضهم البعض في حين يُعزل جميع الأفراد الباقين. قد يتمكن المرض من الانتشار في الجزء المختلط تمامًا على الرغم من أن الفرد المختار عشوائيًا سيؤدي إلى أقل من حالة ثانوية واحدة. يعود ذلك إلى أن الشخص المصاب النموذجي يكون في الجزء المختلط تمامًا وبالتالي يعد قادرًا على التسبب في العدوى بنجاح. عمومًا، يعد الأفراد الذين أُصيبوا في وقت مبكر من الوباء إما أكثر أو أقل احتمالًا لنقل العدوى وسطيًا من الأفراد المصابين في وقت متأخر، ويجب عندئذٍ أخذ هذا الاختلاف بعين الاعتبار عند حساب R0. يتمثل التعريف المناسب لـ R0 في هذه الحالة بـ «العدد المتوقع للحالات الثانوية الناتجة، في مجموعة سكانية معرضة تمامًا للإصابة، والتي يسببها فرد مصاب نموذجي».
يمكن حساب عدد التكاثر الأساسي بصفته نسبة من المعدلات المعروفة مع الوقت، إذا اتصل فرد مُعدٍ بعدد β من الأشخاص الآخرين لكل وحدة زمنية، وإذا افتُرضت إصابة جميع هؤلاء الأشخاص بالمرض، وإذا كان للمرض فترة معدية متوسطة قدرها، يكون عدد التكاثر الأساسي R0= . تمتلك بعض الأمراض فترات كمون متعددة محتملة، وفي هذه الحالة يكون عدد التكاثر للمرض عمومًا مجموع أعداد التكاثر لكل فترة انتقالية للمرض. على سبيل المثال، صاغ بلور وآخرون شكلين من عدوى السل، في الحالة السريعة، تظهر الأعراض مباشرة بعد التعرض؛ أما في الحالة البطيئة، تظهر الأعراض بعد سنوات من التعرض الأولي (إعادة التنشيط الداخلي). يُحسب عدد التكاثر الإجمالي من مجموع شكلي الاختصارين: R0= R0FAST + R0SLOW.

## استخدامات أخرى
R0 يستخدم أيضا كمقياس للنجاح التكاثري الفردي في علم البيئة التجمعي، وتحليل الغزو التطوري ونظرية تاريخ الحياة. وهو يمثل متوسط عدد النسل الناتج على مدى عمر الفرد (في ظل ظروف مثالية).
بالنسبة للنماذج السكانية البسيطة، يمكن حساب R0، بشرط إعطاء معدل اعتلال صريح (أو «معدل الوفاة»). في هذه الحالة، مقلوب معدل الاعتلال (عادة 1 / معدل الاعتلال «د») يعطي متوسط عمر الفرد. عندما يضرب في متوسط عدد النسل لكل فرد لكل جدول زمني (معدل المواليد «ب»)، وهو ما يعطي R0 =ب / د. وبالنسبة للنماذج الأكثر تعقيدا التي تتسم بمعدلات نمو متغيرة (على سبيل المثال بسبب الحصر الذاتي أو الاعتماد على كثافة الغذاء)، ينبغي استخدام معدل النمو الأقصى.

## حدود R0
عندما يحسب من النماذج الرياضية، وخاصة المعادلات التفاضلية العادية، فإن أكثر ما يُدّعى أن R0، في الواقع مجرد عتبة، وليس متوسط عدد الإصابات الثانوية. هناك العديد من الأساليب المستخدمة لاشتقاق مثل هذه العتبة من نموذج رياضي، ولكن قلة منها تعطي دائما القيمة الحقيقية ل R0. وهذا أمر إشكالي بشكل خاص إذا كان هناك ناقلات وسيطة بين المضيفين، مثل الملاريا.
ما تفعله هذه العتبات هو تحديد ما إذا كان المرض سوف يختفي (إذا R0 <1) أو ما إذا كان يمكن أن يصبح وبائي (إذا R0> 1)، لكنها بشكل عام لا يمكنها المقارنة بين الأمراض المختلفة. لذلك، يجب استخدام القيم الواردة في الجدول أعلاه بحذر، خاصة إذا تم حساب القيم من النماذج الرياضية.
تشمل الطرق وظيفة البقاء على قيد الحياة، وإعادة ترتيب أكبر القيم الذاتية للمصفوفة جاكوبيان، وطريقة الجيل التالي، والحسابات من معدل النمو الداخلي، ووجود التوازن المتوطن، وعدد المعرضون لخطر العدوى في التوازن المتوطن، ومتوسط عمر العدوى، ومعادلة الحجم النهائية. قليل من هذه الأساليب يتفق مع بعضها البعض، حتى عندما تبدأ مع نفس نظام المعادلات التفاضلية. حتى في الواقع الأقل منها يحسب متوسط عدد الإصابات الثانوية. وبما أن R0 نادرا ما يلاحظ في المجال وعادة ما يحسب عن طريق نموذج رياضي، فإن هذا يحد بشدة من فائدته.

## في الثقافة الشعبية
في فيلم كونتاجيون عام 2011، وهو فيلم خيالي من الكوارث الطبية الخيالية، يتم عرض حسابات R0 لتعكس تطور عدوى فيروسية قاتلة من دراسات الحالة إلى وباء.